# Harry Potter en de Relieken van de Dood (boek)
Harry Potter en de Relieken van de Dood (Engels: Harry Potter and the Deathly Hallows) is het zevende en laatste boek uit de Harry Potterboekenreeks, geschreven door de Britse schrijfster J.K. Rowling.

## Verschenen

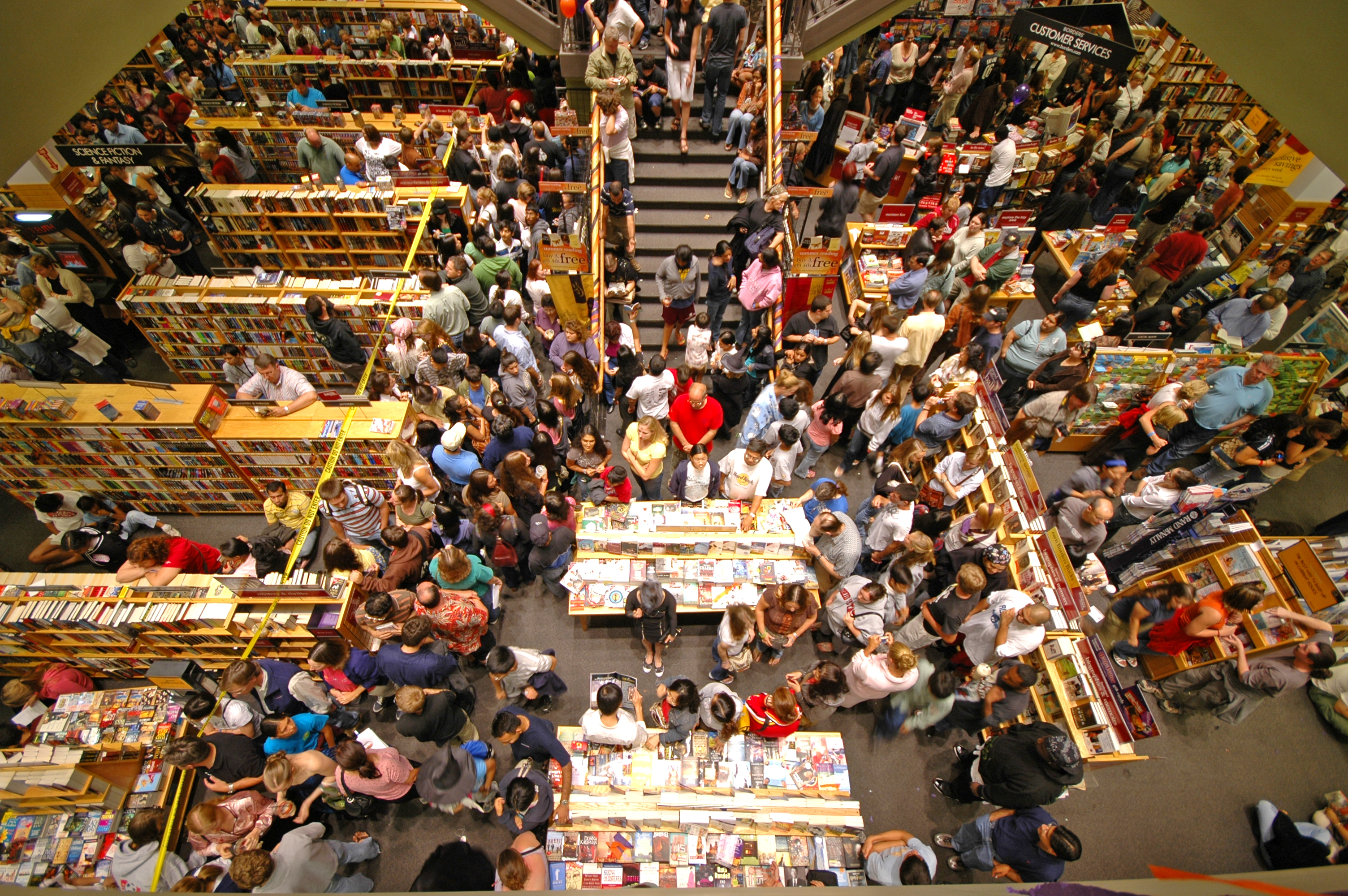
Wachtende Harry Potterfans in een Californische boekenzaak op 20 juli om 23:56, 4 minuten voor de officiële publicatie van het boek

De Engelse editie kwam uit op 21 juli 2007. De kopers op 21 juli kregen hun boek in een speciaal tasje uitgereikt. De Nederlandse vertaling verscheen op 17 november 2007. Op veel plaatsen in Nederland en België startte de verkoop direct na middernacht, veel boekhandels openden speciaal voor de gelegenheid hun deuren.
Het boek werd in twee delen verfilmd. Het eerste deel kwam in november 2010 in de zalen, het tweede op 13 juli 2011.

## Voorbereidingen
Rowling begon in januari 2006 met het schrijven van dit laatste deel uit de Harry Potterreeks, nadat ze eerst een jaar vrijaf had genomen na de geboorte van haar jongste dochtertje Mackenzie. De plot was al helemaal geschreven en uitgewerkt. Het laatste hoofdstuk lag al sinds het eerste boek in Rowlings kluis, al is het op het laatste moment toch nog aangepast.

## Sterfgevallendiscussie
Rowling had van tevoren aangegeven dat in Harry Potter and the Deathly Hallows in elk geval twee belangrijke personages zouden sterven. De Amerikaanse schrijvers Stephen King en John Irving vroegen haar om de hoofdpersoon Harry Potter in elk geval toch te laten overleven. Ze wilden voorkomen dat Harry "van de Reichenbachwaterval afvalt" (Sherlock Holmes viel in de boeken van schrijver Arthur Conan Doyle van de genoemde waterval. Zeer veel lezers kwamen echter in opstand, waarna Conan Doyle een extra boek schreef waarin bleek dat Holmes de val had overleefd). Rowling antwoordde dat ze goed kon begrijpen waarom een schrijver zijn hoofdpersoon laat sterven: "Je voorkomt ermee dat een andere schrijver er met je geesteskind vandoor gaat". Ze deed de beide Amerikaanse schrijvers echter geen toezeggingen. Wel vertelde Rowling dat ze nog wijzigingen had aangebracht in het boek met betrekking tot de personages en wie er al dan niet zou sterven.

## Het verhaal

### De reis uit Klein Zanikem
Het verhaal begint met Heer Voldemort en de Dooddoeners die samen plannen smeden om Harry te vermoorden terwijl hij verplaatst wordt vanuit zijn schuilplaats in Klein Zanikem naar een andere verblijfplaats. De Dooddoeners komen bijeen in het huis van de familie Malfidus, waar Severus Sneep Voldemort exact vertelt wanneer Harry het huis van zijn oom en tante aan de Ligusterlaan zal verlaten en hoe dat zal gebeuren. Een opvallende aanwezige in de villa is Clothilde Bingel, lerares Dreuzelkunde op Zweinstein. Voldemort keurt haar opvattingen over Dreuzels en tovenaars niet goed en vermoordt haar ter plekke.
Ongeveer tegelijkertijd is Harry Potter bezig met het opruimen van zijn schoolspullen en andere voorwerpen die hij in het verleden heeft gekregen. Bovendien staat zijn hutkoffer klaar voor een geplande reis. In de Ochtendprofeet leest Harry twee artikels die handelen over de geschiedenis van Albus Perkamentus. Engelbert Dop, een goede vriend van het schoolhoofd, hemelt hem op, terwijl journaliste Rita Pulpers ook negatieve aspecten uit diens verleden naar boven haalt. Even later ruziet Harry met zijn oom. Hij heeft zijn oom gewaarschuwd dat, zodra hij zeventien en dus meerderjarig wordt, de magische bescherming die hij en zijn familie genoten, zal verdwijnen. Vanaf dat moment loopt dus ook zijn familie gevaar. De Duffelingen stemmen er uiteindelijk mee in dat ze hun huis zullen moeten verlaten, en gaan, niet zonder tegenstribbelen, mee met de heks Hecuba Jacobs en de tovenaar Dedalus Diggel die hen komen ophalen. Vlak voor hun vertrek bedankt Harry's neef Dirk Harry nog (tot diens stomme verbazing) voor het redden van zijn leven, twee jaar eerder.
Wanneer de Duffelingen verdwenen zijn, wacht Harry tot hij wordt opgehaald door de Orde van de Feniks. Alastor Dolleman, Hagrid, Bill Wemel, zijn aanstaande vrouw Fleur Delacour, Remus Lupos, nu getrouwd met Nymphadora Tops, Romeo Wolkenveldt, meneer Wemel, Fred, George, Ron, Hermelien, en Levenius Lorrebos zijn van de partij. Het blijkt dat het plan om Harry te verplaatsen is veranderd, want doordat het Ministerie een wetswijziging heeft doorgevoerd worden Verdwijnselen en het gebruik van Viavia's en het Haardrooster vanuit Harry's huis nu gezien als misdrijf. Het nieuwe plan van de Orde houdt in dat zes van de aanwezigen Wisseldrank moeten drinken en allemaal in Harry zullen veranderen, zodat er zeven Harry Potters zijn. Elk van de "Harry's" gaat op reis met een andere tovenaar, en ze gaan uit veiligheidsoverwegingen eerst allemaal naar een andere locatie, om Voldemort op een dwaalspoor te zetten. De Orde vermoedt dat Voldemort weet van de plannen om Harry weg te halen van de Ligusterlaan, dus alle denkbare veiligheidsmaatregelen zijn uit de kast gehaald. Alle zeven locaties zijn streng beveiligd, en het plan is dat zodra iedereen op zijn geplande bestemming is aangekomen, men door middel van een Viavia naar Het Nest zal reizen, het huis van de Familie Wemel.
Al snel blijkt dat Voldemort inderdaad op de hoogte was van de plannen, en Harry en de anderen worden terwijl ze naar de verschillende schuilplaatsen vliegen, aangevallen door Voldemort en de Dooddoeners. Harry, die samen met Hagrid op de oude motorfiets van Sirius Zwarts reist, verliest zijn uil Hedwig in het gevecht wanneer ze geraakt wordt door een vloek. Tijdens de reis wordt Alastor Dolleman gedood en stort ter aarde en verliest George Wemel een oor. Behalve Dolleman en Levenius Lorrebos, die vlak nadat ze opgestegen waren en werden aangevallen verdwijnselde, bereikt uiteindelijk iedereen veilig het Nest. George' oor kan niet meer magisch aangegroeid worden omdat het door Duistere Magie is afgerukt. Hij grapt dat nu eindelijk iedereen een mogelijkheid heeft om hem en zijn tweelingbroer uit elkaar te houden.

### Het huwelijk
In het Nest zijn de voorbereidingen voor het huwelijk van Bill en Fleur in volle gang. Tijdens de voorbereidingen wil Harry graag met Ron en Hermelien praten over hun plannen voor het komend jaar. Harry had al besloten niet meer naar school te gaan maar in plaats daarvan te zoeken naar de nog resterende Gruzielementen van Voldemort en wil weten wat Ron en Hermelien daarvan vinden. Wanneer het hen eindelijk lukt ongestoord te praten (Molly Wemel verhindert dit steeds omdat ze vermoedt dat ze ervandoor willen gaan) blijkt dat Ron en Hermelien inderdaad hun belofte gestand willen doen om met Harry mee te gaan om hem te helpen. Ze treffen onopgemerkt de nodige voorbereidingen (Hermelien weet al hun benodigdheden in een magisch verkleinende handtas te stoppen) en zijn klaar voor vertrek, dat gepland staat voor de dag na de bruiloft. Voordat de festiviteiten beginnen krijgen Harry, Ron en Hermelien echter bezoek van Rufus Schobbejak, de Minister van Toverkunst, die hen komt vertellen dat Perkamentus hen enkele zaken heeft nagelaten. Ron krijgt de Uitsteker, Hermelien een geheimzinnig boek geheel geschreven in Oude Runen, en Harry de eerste Gouden Snaai die hij ooit tijdens zijn eerste zwerkbalwedstrijd heeft gevangen. Harry erft ook het originele zwaard van Goderic Griffoendor, maar Schobbejak is niet bereid om het zwaard aan Harry te overhandigen omdat hij vindt dat dit hem niet rechtens toekomt.
Op de bruiloft is Harry met behulp van Wisseldrank veranderd in het duplicaat van een roodharige dreuzeljongen uit het dorp om hem te beschermen tegen mogelijke undercover Dooddoeners. Ook blijkt Viktor Kruml aanwezig te zijn. Harry raakt in gesprek met Kruml die hem attent maakt op een medaillon dat de vader van Loena draagt en wat een symbool zou zijn van de boze tovenaar Grindelwald. Kruml vertelt Harry dat niemand die zo'n symbool draagt te vertrouwen is. Kruml is teleurgesteld als hij ziet dat Hermelien en Ron innig dansen en vraagt vervolgens Harry of Ginny nog vrij is. Harry moet hem teleurstellen en Kruml verzucht dat het geen pretje is om een bekende Zwerkbalspeler te zijn als alle leuke meisjes al bezet blijken.
Tijdens het feest na afloop van de trouwerij worden de bezoekers ineens gewaarschuwd (door de Patronus van Romeo Wolkenveldt) dat Rufus Schobbejak is vermoord en dat Voldemort de macht heeft overgenomen. De Dooddoeners arriveren meteen daarna op het feest. Harry, Ron en Hermelien weten te ontvluchten midden in de chaos die er ontstaat bij het uitbreken van het gevecht.

### Grimboudplein 12
Naar een idee van Hermelien duiken ze eerst onder in Londen. Echter vrijwel direct zitten hen weer twee Dooddoeners op de hielen, waarmee ze in gevecht raken in een koffietentje. Nadat de Dooddoeners bewusteloos zijn geraakt door verlamspreuken weet Hermelien hun geheugen te modificeren waardoor ze zich niet meer herinneren de drie te zijn tegengekomen.
Ze besluiten zich vervolgens schuil te houden in Sirius' huis aan het Grimboudplein 12 in Londen. Het huis treffen ze in wanorde aan en later blijkt dat alle kasten doorzocht zijn. Knijster, de huiself, is er nog wel, en is nog even verbitterd als voorheen. Wanneer Harry door het huis dwaalt, valt hem een naambordje op op de slaapkamerdeur van Sirius' broer Regulus. Regulus' initialen zijn namelijk R.A.Z., dezelfde initialen als die op het briefje in het nep-Gruzielement staan dat hij enkele maanden daarvoor met Perkamentus had gevonden.
Hij komt op het idee om Knijster om hulp te vragen, omdat deze twee jaar eerder extreem veel interesse leek te hebben in de glimmende artefacten uit huize Zwarts, en het dus weleens mogelijk zou kunnen zijn dat het echte Gruzielement in Knijsters bezit is. Knijster geeft toe het medaillon aanvankelijk wel uit de afvalzak te hebben gepakt, maar vertelt dat het daarna is gestolen door Levenius Lorrebos. Harry draagt Knijster op om Lorrebos te halen. Even later komt Lupos langs, die Harry vertelt dat Voldemort nu aan de macht is. Hij biedt aan om het trio te vergezellen en hen te beschermen, en onthult dat Tops zwanger is. Lupos is bang dat het kind ook een weerwolf is, en kan de gedachte dat Tops een verschoppeling is geworden door met hem te trouwen niet verdragen. Hij denkt dat ze beter af is zonder hem, en wil met het trio mee op hun missie. Harry wordt woedend, en de twee krijgen een flinke woordenwisseling die eindigt wanneer Lupos Harry daadwerkelijk aanvalt en het huis uitstormt.
Knijster arriveert met Levenius, maar zonder medaillon. Levenius heeft het medaillon moeten afstaan aan Dorothea Omber. Knijster blijkt een grote rol te hebben gespeeld in de plaatsing en de verwijdering van het originele Gruzielement uit de betoverde grot. Hij is namelijk door Voldemort gedwongen mee naar de grot te gaan om het medaillon te plaatsen, en later met zijn meester Regulus mee gegaan om het te ruilen voor een nep-medaillon. De verstandhouding tussen Harry en de elf verbetert langzaam nadat Hermelien hem geadviseerd heeft om vriendelijk tegen hem te zijn. Wanneer Harry op het idee komt om Knijster het nep-Gruzielement (het oude medaillon) te geven, draait Knijster uiteindelijk helemaal bij, en beschouwt hij Harry als zijn echte Meester. Knijster laat de ochtendprofeet zien waarin staat dat Sneep schoolhoofd van Zweinstein is geworden. Dat is erg schokkend nieuws voor Harry, Ron en Hermelien.

### Het eerste Gruzielement
Harry, Ron en Hermelien gaan naar het Ministerie van Toverkunst en dringen er binnen, vermomd als andere heksen en tovenaars die daar werken. Al snel blijkt dat het hele Ministerie onder leiding van Dorothea Omber werkt aan de onderdrukking en marteling van Dreuzeltelgen (heksen en tovenaars geboren uit Dreuzelouders). Volgens de nieuwe vertegenwoordigers hebben Dreuzeltelgen hun toverkracht gestolen, omdat ze het niet zelf geërfd kunnen hebben. Ze dienen daarom vervolgd te worden en moeten zich melden ter registratie. Omber blijkt het echte medaillon om haar nek te dragen. Na een gevecht weten de drie het medaillon te bemachtigen en het Ministerie te ontvluchten. Omdat Jeegers Hermelien vasthield toen ze terugverdwijnselden naar Grimboudplein 12, liet Hermelien (die ook geheimhouder is sinds de dood van Perkamentus) Jeegers onbedoeld Grimboudplein 12 zien. Daardoor weten de Dooddoeners van Grimboudplein 12, en kunnen Harry, Ron en Hermelien dat niet meer als schuilplaats gebruiken. Om die reden moeten ze telkens op andere plaatsen verblijven. Ze gaan kamperen (Hermelien heeft zelfs een tent meegenomen in haar magisch verkleinende handtas) en verhullen steeds hun aanwezigheid met diverse ingewikkelde spreuken en bezweringen om te voorkomen dat ze opgespoord worden. Omdat ze nog geen methode kennen om Gruzielementen te vernietigen, dragen ze het medaillion om beurten om hun hals. Het dragen van het medaillon lijkt duidelijk gevolgen te hebben voor het humeur van de drager. Het beïnvloedt de gedachten en het gedrag van de drager, en al snel krijgen de drie ruzie en groeit er onderling wantrouwen. Na een enorme ruzie verdwijnt Ron en blijven Harry en Hermelien samen over.

#### Goderics Eind
Zoals Harry voor de zomervakantie al van plan was, gaat de reis naar zijn geboorteplaats Goderics Eind, en naar zijn geboortehuis in de Halvemaanstraat. Op het kerkhof van Goderics Eind vinden ze het graf van Harry's ouders. Bij de restanten van het huis van de Potters treffen ze een heks aan. Het blijkt Mathilda Belladonna te zijn, de heks die De geschiedenis van de Toverkunst (het schoolgeschiedenisboek) heeft geschreven. Ze wenkt hen en ze gaan mee naar haar huis, omdat ze denken dat Perkamentus haar het zwaard van Griffoendor in bewaring heeft gegeven en ze het daar kunnen bemachtigen. Dit blijkt echter niet zo te zijn: Mathilda Belladonna is al enige tijd dood en haar lichaam werd gebruikt door Voldemort om Harry in de val te lokken. Hij gaf zijn slang, Nagini, opdracht haar lichaam te bezetten, en Harry en Hermelien mee te lokken naar het huis waar Voldemort Harry dan zou kunnen doden.
Voldemorts plan mislukt echter omdat Harry Voldemort "aanvoelt" en ziet dat ze groot gevaar lopen. Wanneer Voldemort merkt dat Harry en Hermelien willen ontsnappen laat hij Nagini hen aanvallen. Tijdens het gevecht en de ontsnapping breekt Harry's toverstaf.

#### Het zwaard van Griffoendor
Wanneer Harry op een avond door een hem onbekende Patronus van in de vorm van een hinde bij de tent wordt weggelokt, vindt hij onder het ijs van een vennetje het zwaard van Goderic Griffoendor. Hij besluit te duiken, maar het medaillon dat hij nog om zijn hals heeft probeert hem te wurgen. Hij wordt gered door Ron, die weer is teruggekeerd en hem net op tijd vindt. Ron moet het medaillon vernietigen met het zwaard maar stribbelt eerst nog tegen. Hij maakt het medaillon open, en dan verschijnen Duistere Hermelien en Harry die elkaar innig kussen, maar toch maakt Ron het medaillon kapot. Ron vertelt Harry en Hermelien dat hij erachter is gekomen hoe het kwam dat de Dooddoeners hen in het kroegje in Londen zo snel op het spoor kwamen: er rust namelijk een magisch Taboe op de naam "Voldemort". Zodra iemand de naam uitspreekt, weten de Dooddoeners dat, en is ook de locatie bekend van degene die de naam uitsprak.

### DeRelieken van de Dood

Het geheimzinnige symbool

Het boek dat Hermelien van Perkamentus had gekregen bevat een voor Hermelien onbekend teken. Harry herinnert zich dat hij hetzelfde teken tijdens de bruiloft ook op het gewaad van Xenofilus Leeflang, de vader van Loena, had gezien. Hermelien had het teken ook op een graf op het kerkhof in Goderics Eind gezien. Ze besluiten Leeflang te bezoeken en hem te vragen wat het geheimzinnige teken inhoudt, omdat ze het gevoel hebben dat het noodzakelijk is het te weten te komen.
Leeflang vertelt Het Verhaal van de Drie Gebroeders, een sprookje voor kinderen. Drie broers willen de Dood overwinnen en kunnen wanneer hun dat lukt een wens doen. De eerste wenste een onoverwinnelijke toverstaf, en kreeg die (de Zegevlier). De tweede wilde de macht om de doden tot leven te wekken en kreeg een steen die die macht had (de Steen van Wederkeer). De derde echter wenste dat hij de dood zou kunnen ontlopen, en kreeg vervolgens een onzichtbaarheidsmantel. Samen vormen de staf, de steen en de mantel de relieken van de dood. Het teken dat Hermelien had gezien, bestaande uit een cirkel met daardoorheen een verticale lijn, samen in een gelijkzijdige driehoek, is het symbool voor deze relieken. Hermelien doet het hele verhaal af als onzin, maar Harry ziet er wel analogieën in met de Gruzielementen en de huidige gebeurtenissen.
Hij realiseert zich dat hij een van de drie relieken al jaren in zijn bezit heeft, namelijk de onzichtbaarheidsmantel. Daarmee concludeert hij dat de andere twee relieken ook moeten bestaan en dat het verhaal niet zomaar een verhaal is. Hij denkt dat hij moet afstammen van de derde en jongste broer, omdat de mantel van generatie op generatie is doorgegeven en zo bij hem terecht is gekomen. Harry realiseert zich dat de ring die Perkamentus vernietigde, het eerste Gruzielement, een steen bevatte met hetzelfde logo. Ook begrijpt hij nu ineens wat Voldemort al het hele jaar probeerde te vinden, namelijk de toverstaf.

### Het tweede Gruzielement
De drie zoeken steeds andere plaatsen om te overnachten en smeden plannen om de andere Gruzielementen te bemachtigen en vernietigen. Ze weten echter nog niet wat de andere Gruzielementen zijn. Op een avond tijdens een felle discussie noemt Harry de naam van Voldemort waarop ze worden opgespoord en meegenomen door Bloedhonden naar het landhuis van de familie Malfidus. Harry en Ron worden daar in een kerker opgesloten, terwijl Hermelien gemarteld wordt door Bellatrix van Detta om informatie te krijgen. Harry en Ron zitten in dezelfde kerker als Olivander, de toverstokmaker, Loena Leeflang, en Grijphaak, de kobold die in de tovenaarsbank Goudgrijp werkt. Grijphaak vertelt hun dat er recent iets in de kluis van Bellatrix is gelegd, en Harry vermoedt dat het om een Gruzielement gaat omdat Bellatrix van Detta ongewoon ongerust wordt bij het idee dat Harry in de kluis ingebroken zou kunnen hebben. Zij denkt namelijk dat het zwaard van Griffoendor, dat de Dooddoeners in hun tent gevonden hadden, uit haar kluis komt. In werkelijkheid is het zwaard dat in haar kluis ligt een kopie. Harry heeft zijn tweewegspiegel bij zich en als hij daar in kijkt ziet hij in een flits een helderblauw oog. Hij vraagt om hulp en tot zijn verbazing arriveert Dobby in de kerker. Doordat Dobby in en uit de kerker kan verdwijnselen, hebben ze een methode om te ontsnappen. Terwijl Dobby Olivander, Grijphaak en Loena wegbrengt, komt Pippeling de kerker binnen. Harry en Ron vechten met hem, maar hij is sterker. Pippeling probeert Harry te wurgen, maar als Harry hem eraan herinnert dat hij Pippeling jaren geleden de Kus van een Dementor heeft bespaard, aarzelt Pippeling, waarop hij wordt gewurgd door zijn eigen zilveren hand. Eenmaal uit de kerker gaan ze een gevecht aan met de dooddoeners om Hermelien te bevrijden. Tijdens het gevecht kan Harry de staf van Draco, Bellatrix en van een bloedhond bemachtigen als vervanging voor zijn eigen gebroken stok. Dobby is inmiddels weer terug bij de villa en met hem verdwijnselen ze richting De Schelp, het huis van Bill en Fleur. Bellatrix gooit op het laatste moment haar mes richting Harry. Dobby wordt echter geraakt en overlijdt aan zijn verwondingen.
Bij De Schelp aangekomen graaft Harry een graf voor Dobby. Olivander die heel lang heeft vastgezeten, Grijphaak die is gemarteld en Hermelien worden opgelapt. Harry wil graag met zowel Olivander als Grijphaak spreken. Olivander vertelt dat de Zegevlier heel waarschijnlijk inderdaad bestaat en hij bevestigt dat Voldemort ernaar op zoek is. Harry vraagt aan Grijphaak om hen te helpen om in de kluis van Bellatrix in Goudgrijp te komen. Grijphaak wil in ruil daarvoor het zwaard van Griffoendor terug hebben, omdat het door kobolden is gesmeed en kobolden van mening zijn dat een object altijd eigendom blijft van de maker. Lupos, die weer teruggekeerd was naar Tops, komt later ook langs om te vertellen dat Tops bevallen is van zoon; Teddy. Hij benoemt Harry als peetvader.
Hermelien drinkt Wisseldrank en gaat vermomd als Bellatrix van Detta met Harry, Ron en Grijphaak naar de bank. Ze weten de kluis te bereiken en daar de beker van Helga Huffelpuf, inderdaad een Gruzielement, te pakken te krijgen. Op dat moment steelt Grijphaak het zwaard van Harry en rent weg om de kobolden te waarschuwen. De kobolden merken dat ze inbrekers zijn en zetten alle veiligheidsmaatregelen in werking. Harry, Ron en Hermelien weten op de rug van een halfblinde draak die de kluis bewaakt te vluchten. Ze nemen de beker mee maar kunnen het nog niet vernietigen, omdat ze het zwaard nu kwijt zijn en ze nog geen andere methode weten om Gruzielementen te vernietigen.

### Het derde Gruzielement
Harry heeft door zijn litteken nog steeds een geestelijke band met Voldemort. Hij ziet regelmatig wat Voldemort denkt. Wanneer Harry ziet dat Voldemort beseft dat ze van zijn Gruzielementen op de hoogte zijn en deze proberen te vernietigen, komt Harry erachter dat het laatste Gruzielement zich op Zweinstein bevindt. Hij besluit naar Zweinsveld te gaan. Wanneer Harry, Ron en Hermelien onder de Onzichtbaarheidsmantel daarnaartoe Verschijnselen, worden ze direct omsingeld door Dooddoeners, die hen echter niet kunnen zien. Het blijkt dat er een Verschijnselalarm rondom het stadje is geplaatst, dat afgaat zodra er iemand binnendringt. De drie worden gered door de broer van Professor Perkamentus, Desiderius Perkamentus, die hen snel naar binnen trekt in zijn kroeg, de Zwijnskop. Vanuit zijn huis blijkt een tot dan toe onbekende geheime gang te lopen die uitkomt in de Kamer van Hoge Nood op Zweinstein. Marcel Lubbermans haalt hen op vanuit de Zwijnskop en neemt hen mee.
Eenmaal aangekomen op Zweinstein blijkt dat de Kamer van Hoge Nood vol is met de oude leden van de Strijders van Perkamentus, enkele leden van de Orde van de Feniks en andere medestrijders. Harry en zijn vrienden worden als helden binnengehaald. Harry denkt dat Voldemorts laatste Gruzielement misschien een voorwerp van Rowena Ravenklauw is, en vraagt hun of iemand weet of Rowena Ravenklauw een bijzondere bezitting had. Het blijkt dat Ravenklauw een diadeem bezat, die de drager onbeperkte wijsheid verschaft, waarvan in de leerlingenkamer van Ravenklauw een afbeelding te vinden is. Loena neemt Harry onder de Onzichtbaarheidsmantel mee naar de leerlingenkamer om hem die afbeelding te laten zien, maar ze worden aangevallen door een Dooddoener (Alecto Kragge) die inmiddels lesgeeft aan Zweinstein. Ze weten te ontsnappen doordat Loena de lerares verlamt, maar niet voordat die lerares het Duistere Teken op haar arm heeft aangeraakt en op die manier Voldemort inlicht over het feit dat ze Harry Potter heeft gevonden. Enkele momenten later komen ook Amycus Kragge en Professor Anderling binnen. Harry schakelt Amycus uit en waarschuwt Professor Anderling dat Voldemort eraan komt.
Ron en Hermelien gaan ondertussen terug naar de Geheime Kamer en halen daar de tanden van de Basilisk op. Het gif van een Basilisk is een van de weinige zaken die sterk genoeg zijn om Gruzielementen te vernietigen. Hermelien doorboort de beker van Huffelpuf met de basilisktanden en vernietigt zo dit Gruzielement.
Harry besluit op zoek te gaan naar de Grijze Dame, het afdelingsspook van Ravenklauw, om haar te vragen of zij weet waar het diadeem is. Zij vertelt hem dat zij de dochter van Rowena Ravenklauw is, en dat zij vroeger het diadeem van haar moeder gestolen heeft. Ze kreeg spijt en verstopte het diadeem in een holle boom in een bos in Albanië. Voldemort wist dit ook en heeft het diadeem daar gevonden en als Gruzielement gebruikt. Harry herinnert zich ineens dat Voldemort daarna nog op Zweinstein is geweest om te solliciteren naar een baan als professor, en denkt dat Voldemort dat bezoek waarschijnlijk heeft gebruikt om het diadeem weer op Zweinstein te verstoppen. Dan schiet hem ineens te binnen dat hij het diadeem heeft zien liggen in een kast in de Kamer van Hoge Nood toen hij daar zijn Toverdrankenboek wilde verstoppen, en gaat op zoek. In de Kamer treft hij echter Draco Malfidus, Karel Kwast en Vincent Korzel aan, die hem aanvallen. Korzel gebruikt Duivelsvuur, een bijzonder zwarte kunst. Hij heeft dit vuur echter niet onder controle. Niet alleen vernietigt het vuur onbedoeld het diadeem, Korzel zelf ontsnapt er ook niet aan. Harry, Ron en Hermelien vinden bezems en weten Malfidus en Kwast te redden.

### De herinneringen van Severus Sneep
Wanneer Harry weer de gedachten van Voldemort ziet merkt hij dat die zich in het Krijsende Krot bevindt, en dat Sneep bij hem is. Harry gaat er samen met Ron en Hermelien naartoe maar blijft in de tunnel, uit het zicht van Voldemort. Hij hoort en ziet dat Sneep door Voldemort wordt gedood omdat Voldemort denkt op die manier de rechtmatige eigenaar van de Zegevlier (de toverstok uit het kinderverhaal) te worden. Voldemort gebiedt zijn slang Nagini Sneep te doden. Wanneer Sneep is gebeten verdwijnt Voldemort uit het zicht en kruipt Harry naar Sneep toe, die Harry nog net voor hij sterft kan toefluisteren dat hij hem aan moet kijken en zijn gedachten op moet vangen. Hij vangt ze op in een flesje en gaat ermee terug naar Zweinstein. Aangekomen bij het kasteel blijkt dat Tops, Remus, Fred Wemel en Kasper Krauwel zijn omgekomen.
Hij gaat naar de kamer van Perkamentus en leegt het flesje in de Hersenpan. Wanneer hij de gedachten van Sneep ziet komt hij erachter dat Sneep zijn leven lang van Lily Potter, Harry's moeder, heeft gehouden. Vanwege haar dood heeft hij Perkamentus beloofd haar zoon te beschermen. Sneep was dus al die tijd een van "de goeden" en heeft zijn leven opgeofferd voor Perkamentus en Lily. Hij heeft Perkamentus op diens verzoek gedood. Dit was omdat hij ten dode opgeschreven was door een combinatie van het vernietigen van het gruzielement "de ring" én het drinken van het water toen hij met Harry op zoek was in de grot naar het medaillon. Net als Lily heeft zijn patronus de vorm van een hinde (een vrouwtjeshert), het is die patronus die Harry heeft geholpen in het Verboden Bos. Ook hoort Harry een gesprek tussen Perkamentus en Sneep waarin duidelijk wordt dat Harry's litteken ook een Gruzielement is. Hij zal dus moeten worden gedood door Voldemort en niet andersom, anders blijft er één Gruzielement leven en is Voldemort niet onherroepelijk dood.

### Het gevecht met Voldemort
Harry besluit Voldemort zelf op te zoeken. Die bevindt zich inmiddels in het Verboden Bos, omringd door Dooddoeners. Voordat Harry ze onder ogen komt besluit hij echter de Snaai te openen die hij van Perkamentus had geërfd. De Steen van Wederkeer, een van de Relieken, blijkt erin te zitten. Hij draait de steen drie keer om en wordt dan omringd door zijn moeder, zijn vader, Sirius Zwarts en Remus Lupos. Hij vraagt hen of het pijn doet om dood te gaan en wordt gerustgesteld.
Hagrid is vastgebonden aan een boom en overziet het geheel. Harry gaat tegenover Voldemort staan en die spreekt de Avada Kedavra-vloek uit. Hij denkt hiermee Harry gedood te hebben maar de vloek vernietigt enkel het in Harry aanwezige Gruzielement. Harry valt op de grond en komt terecht in een soort droom. Hij is op een station waar een wezen onder een stoel ligt - J.K. Rowling zegt later dat dat Voldemort zelf is - en Perkamentus legt hem uit wat hij moet doen om Voldemort voorgoed te vernietigen. Harry komt langzaam weer bij in het bos maar houdt zich dood, en Voldemort is ervan overtuigd dat hij dood is. Hagrid wordt door Voldemort gedwongen om Harry terug te dragen uit het Verboden Bos. De dooddoeners en Voldemort volgen, ervan overtuigd dat ze gewonnen hebben. Voldemort roept iedereen in Zweinstein te aanschouwen dat Harry dood is. Maar Marcel Lubbermans komt naar voren en weet Nagini te doden, het laatste Gruzielement. Molly Wemel doodt in een hevig gevecht Bellatrix van Detta. Wanneer Voldemort vervolgens dreigt Molly Wemel te doden grijpt Harry in en ziet iedereen dat hij nog leeft. Harry en Voldemort staan opnieuw tegenover elkaar, maar nu zijn er geen Gruzielementen meer over en is Voldemort dus sterfelijk.
Net zoals in deel vier spreken Voldemort en Harry tegelijkertijd respectievelijk de Avada Kedavravloek en de Expelliarmusspreuk uit. Omdat Voldemort echter niet de rechtmatige eigenaar is van de Zegevlier, kaatst de Doodsvloek terug op hemzelf, waardoor hij sterft. Voldemort is nu definitief verslagen. Harry neemt de Zegevlier mee. Hij gebruikt hem eenmaal, om zijn oude toverstok te repareren, maar besluit daarna om de Zegevlier terug te leggen in de witte tombe van de vorige eigenaar Albus Perkamentus, omdat de stok te gevaarlijk is.

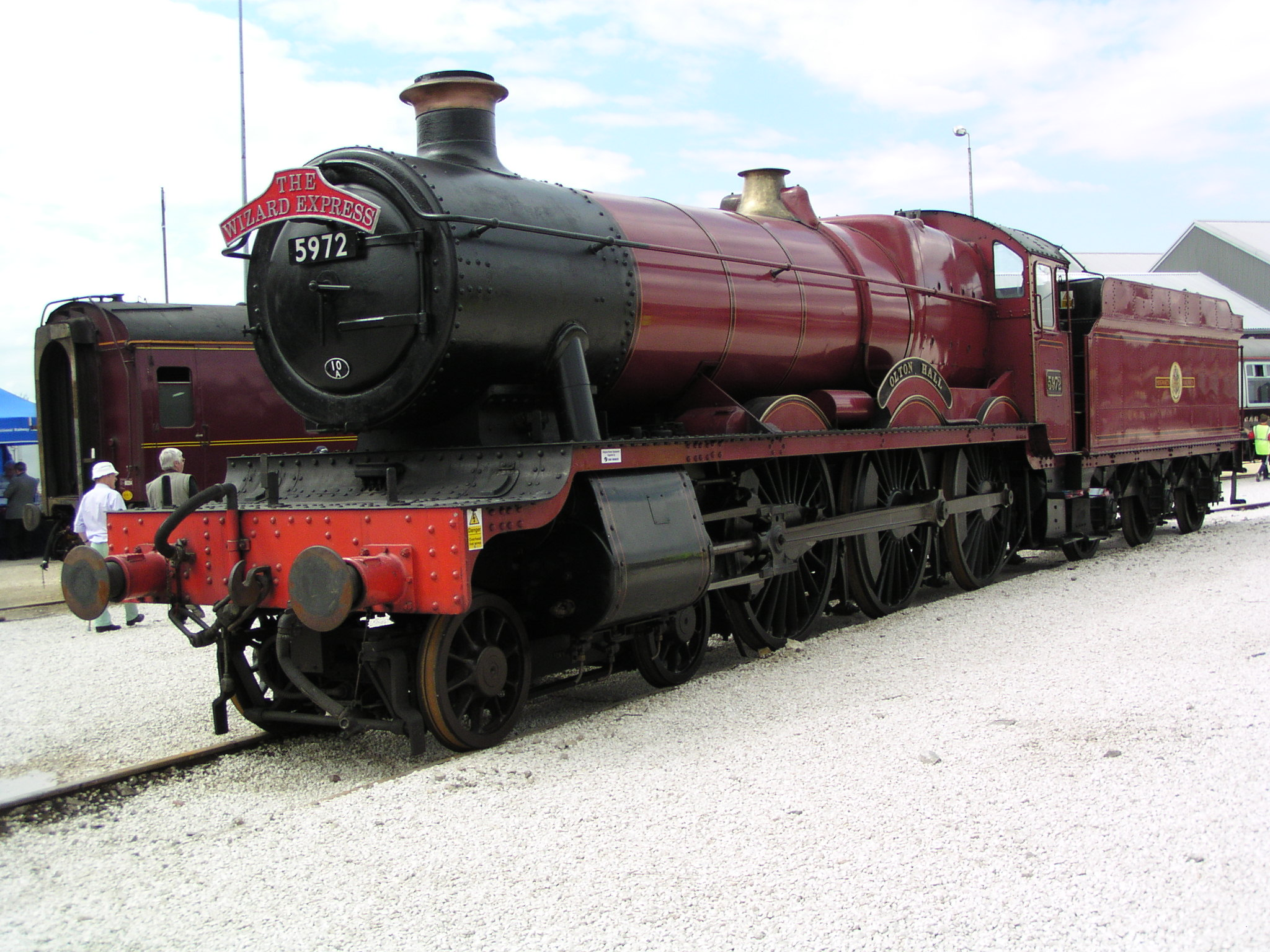
Zweinsteinexpres

### Epiloog
Het boek eindigt met een epiloog waarin wordt verteld hoe het de hoofdpersonen negentien jaar later vergaat. De lezer treft hen op perron 9 3/4 in Londen waar de Zweinsteinexpres op het punt van vertrekken staat. Harry en Ginny zijn getrouwd en hebben drie kinderen, James, Albus en Lily. Ron is getrouwd met Hermelien, zij hebben twee kinderen, Roos en Hugo. Bill en Fleur hebben een dochter, Victoire, die verkering heeft met Teddy Lupos, de zoon van Remus en Nymphadora Tops, die tevens het petekind is van Harry. Ook Draco Malfidus is getrouwd en heeft een zoon, Scorpius Malfidus. Allen treffen elkaar weer als ze hun kinderen naar de Zweinsteinexpres brengen. Marcel Lubbermans is inmiddels leraar Kruidenkunde geworden op Zweinstein.

## De doden in chronologische volgorde van voorkomen of vermelding in het boek
| Naam                   | Persoonsoort         | Bezigheden/beroep                                          | Dader                                                     | Middel                                             | Plaats                                      | Hoofdstuk |
| ---------------------- | -------------------- | ---------------------------------------------------------- | --------------------------------------------------------- | -------------------------------------------------- | ------------------------------------------- | --------- |
| Clothilde Bingel       | heks                 | leraar Dreuzelkunde                                        | Voldemort                                                 | Vloek des Doods                                    | landhuis Malfidus                           | 1         |
| Hedwig                 | dier                 | uil van Harry                                              | Dooddoener                                                | Vloek des Doods                                    | tijdens vertrek                             | 4         |
| Alastor Dolleman       | tovenaar             | ex-schouwer                                                | Voldemort                                                 | Vloek des Doods                                    | tijdens vertrek                             | 4         |
| Rufus Schobbejak       | tovenaar             | minister van Toverkunst                                    | Pius Dikkers onder Imperiusvloek van Jeegers              | onbekend                                           | ministerie van Toverkunst                   | 8         |
| Bulgaarse heks         | heks                 | onbekend                                                   | Voldemort                                                 | Vloek des Doods                                    | bij haar huis                               | 12        |
| Stavlov                | tovenaar             | toverstafmaker uit Oost-Europa                             | Voldemort                                                 | Vloek des Doods                                    | eigen huis                                  | 14        |
| Mathilda Belladonna    | heks                 | auteur De geschiedenis van de Toverkunst                   | Nagini                                                    | slangengif                                         | eigen huis                                  | 17        |
| Ted Tops               | tovenaar             | vader van Nymphadora Tops                                  | De Bloedhonden                                            | onbekend                                           |                                             | 22        |
| Dirk Kramer            | tovenaar             | hoofd Contactpunt Kobolden                                 | De Bloedhonden                                            | onbekend                                           |                                             | 22        |
| Goornik                | kobold               | medewerker Goudgrijp                                       | De Bloedhonden                                            | onbekend                                           |                                             | 22        |
| Vijf naamloze Dreuzels | Dreuzel              | onbekend                                                   | Voldemort                                                 | Vloek des Doods                                    | Bij hun huis                                | 22        |
| Peter Pippeling        | tovenaar             | assistent Voldemort                                        | eigen zilveren hand                                       | verwurging                                         | landhuis Malfidus                           | 23        |
| Gellert Grindelwald    | tovenaar             | duistere tovenaar uit Oost-Europa, machtig in de jaren 40' | Voldemort                                                 | Vloek des Doods                                    | gevangenis Normengard                       | 23        |
| Dobby                  | elf                  | huiself van Zweinstein                                     | Bellatrix van Detta                                       | messteek                                           | landhuis Malfidus - De Schelp               | 23        |
| ongenoemde kobold      | kobold               | onbekend                                                   | Voldemort                                                 | Vloek des Doods                                    | bij ontdekking diefstal Beker van Huffelpuf | 27        |
| enkele Dooddoeners     | tovenaars            | Dooddoeners                                                | Voldemort                                                 | Vloek des Doods                                    | bij ontdekking diefstal Beker van Huffelpuf | 27        |
| Vincent Korzel         | tovenaar             | leerling Zweinstein                                        | zichzelf (per ongeluk)                                    | Duivelsvuur                                        | Kamer van Hoge Nood                         | 31        |
| Fred Wemel             | tovenaar             | ondernemer                                                 | Augustus Ravenwoud                                        | bedolven bij instorting na explosie                | Zweinstein                                  | 31        |
| Severus Sneep          | tovenaar             | schoolhoofd Zweinstein/lid Orde van de Feniks, Dooddoener  | Nagini                                                    | slangengif                                         | Krijsende Krot                              | 32        |
| Remus Lupos            | tovenaar             | oud-docent Zweinstein/lid Orde van de Feniks, weerwolf     | Antonin Dolochov                                          | tijdens gevecht                                    | Zweinstein                                  | 33        |
| Nymphadora Tops        | heks                 | Schouwer, lid Orde van de Feniks                           | Bellatrix van Detta                                       | tijdens gevecht                                    | Zweinstein                                  | 33        |
| Kasper Krauwel         | tovenaar             | leerling Zweinstein                                        | onbekend                                                  | in gevecht                                         | Zweinstein                                  | 34        |
| Nagini                 | magisch dier (slang) | assistent, gruzielement, huisdier Voldemort                | Marcel Lubbermans                                         | onthoofding met het zwaard van Goderic Griffoendor | Zweinstein                                  | 36        |
| Jeegers                | tovenaar             | Dooddoener                                                 | George Wemel & Leo Jordaan                                | toverspreuk                                        | Zweinstein                                  | 36        |
| Walter Vleeschhouwer   | tovenaar             | Dooddoener                                                 | Rubeus Hagrid                                             | tegen de muur gegooid                              | Zweinstein                                  | 36        |
| Antonin Dolochov       | tovenaar             | Dooddoener                                                 | Filius Banning                                            | toverspreuk                                        | Zweinstein                                  | 36        |
| Bellatrix van Detta    | heks                 | Dooddoener                                                 | Molly Wemel                                               | toverspreuk                                        | Grote Zaal                                  | 36        |
| Voldemort              | tovenaar             | Heer van het Duister                                       | Harry Potter laat de Zegevlier Avada Kedavra terugkaatsen | Vloek des Doods                                    | Zweinstein, Grote Zaal                      | 36        |

## Trivia
- Zoals al eerder gebeurde bij het vierde boek, verscheen ook bij deel zeven een week voor de officiële publicatie een volledig boek op het web. Rowling beweerde destijds dat het een valse versie was, maar achteraf is toch gebleken dat deze 'internet'versie de juiste was.
- Twee dagen voor de officiële publicatie verstuurde een Amerikaans postorderbedrijf al enkele honderden exemplaren naar klanten. Uitgeverij Scholastic was woedend. Rowling riep de klanten in kwestie op de plot nog enkele dagen voor zichzelf te houden.
- Een dag voor de publicatie doorbraken enkele kranten, waaronder de Franse krant Le Parisien en de New York Times, het embargo en publiceerden de plot van het verhaal.
- Al op de eerste verkoopdag werd het verkooprecord van het vorige boek gebroken: het boek ging in de Verenigde Staten in één dag 8,3 miljoenmaal over de toonbank.[bron?]